# Buckner (Illinois)
Pour les articles homonymes, voir Buckner.
Buckner est un village du comté de Franklin dans l'Illinois, aux États-Unis,. Situé au Centre du comté, il est incorporé le 15 mars 1913.

## Démographie
Lors du recensement de 2010, le village comptait une population de 462 habitants. Elle est estimée, en 2016, à 446 habitants.

## Source de la traduction
- (en) Cet article est partiellement ou en totalité issu de l’article de Wikipédia en anglais intitulé « Buckner, Illinois » (voir la liste des auteurs).